# Schlacht von Aidenbach

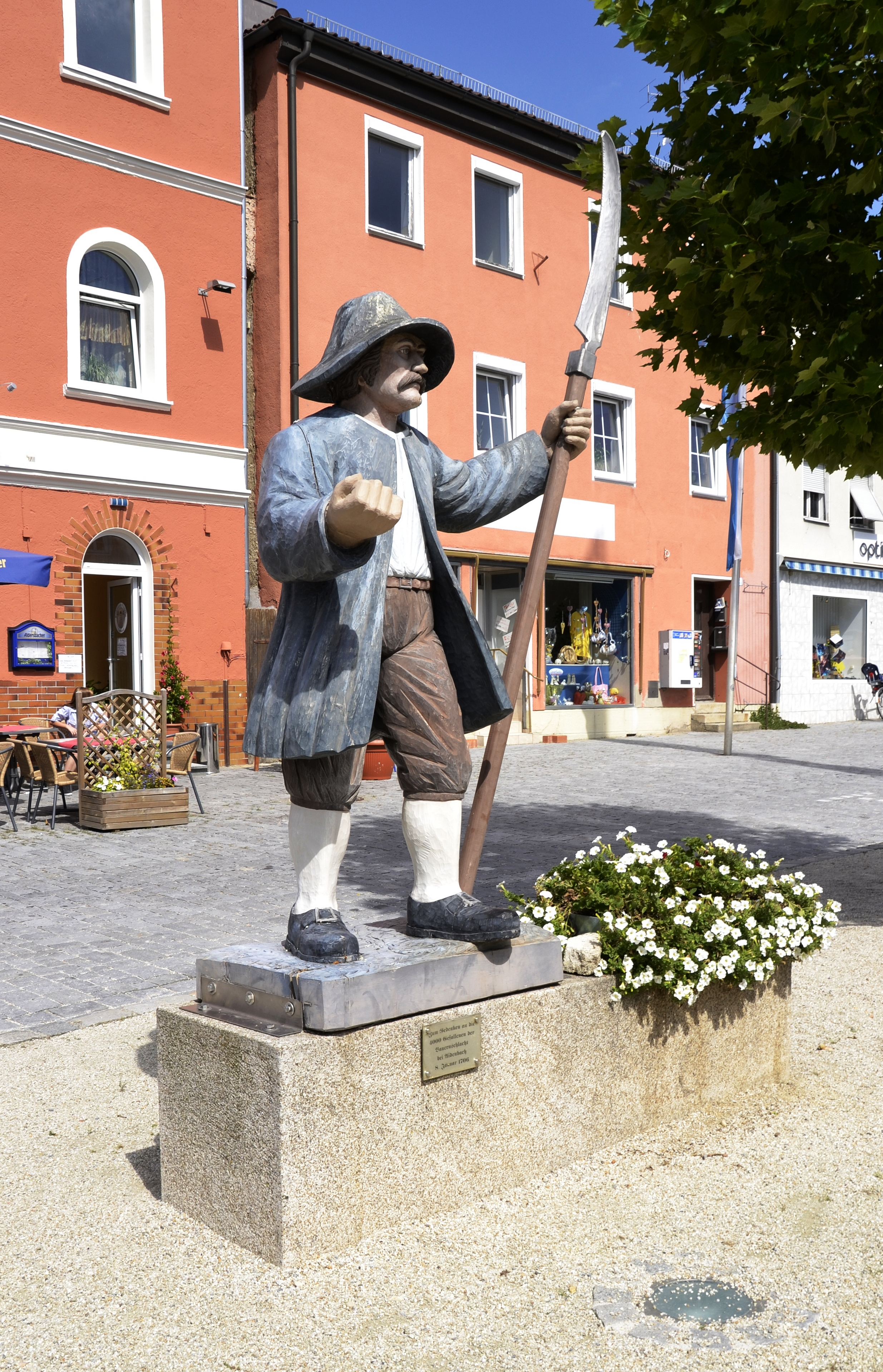
Denkmal in Aidenbach.

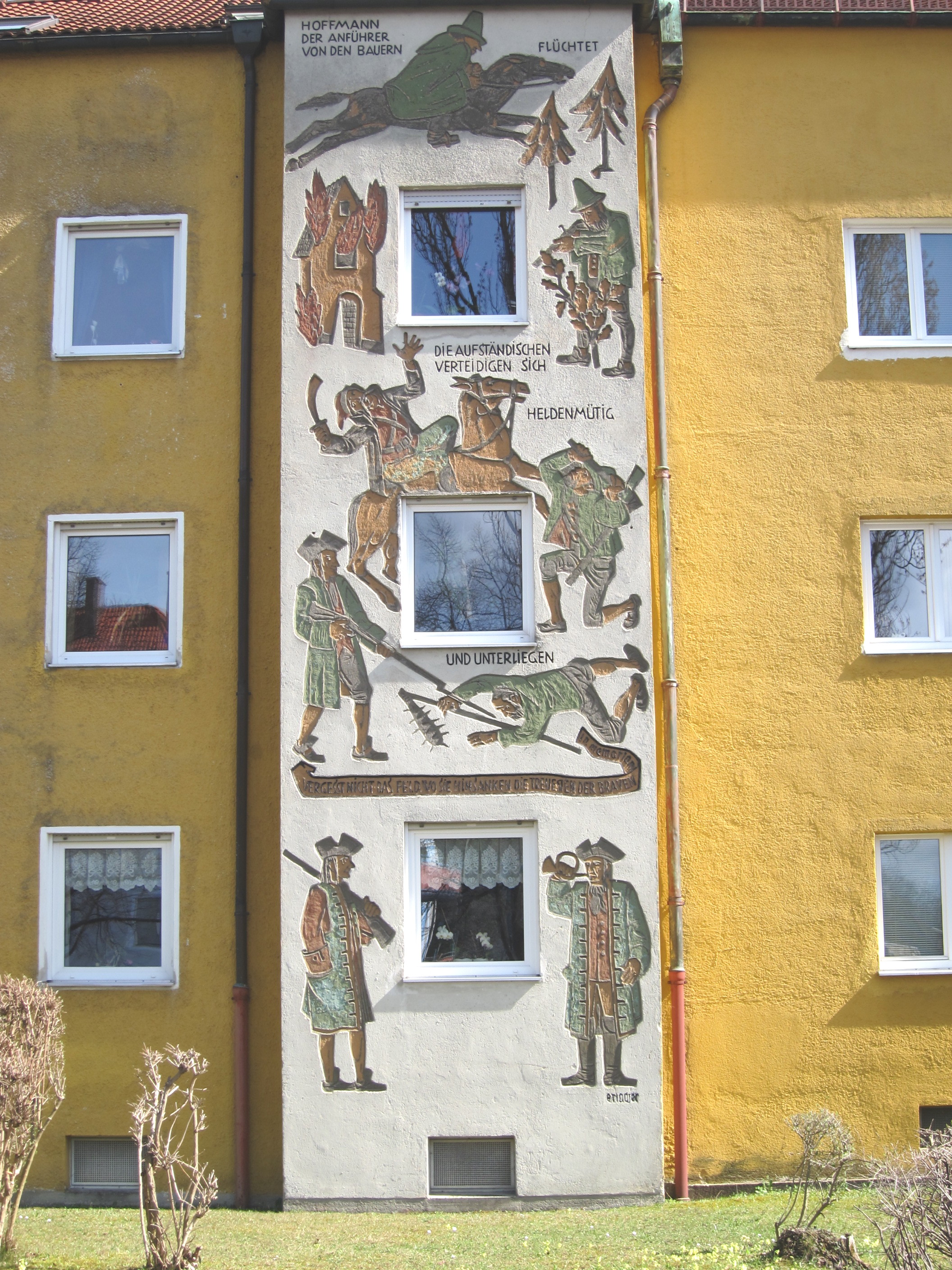
Schlacht von Aidenbach Wandmalerei in der Aidenbachstraße 87, München Obersendling.

Die Schlacht von Aidenbach fand am 8. Januar 1706 zwischen ca. 3.000 Aufständischen der bayerischen Landesdefension und kaiserlichen Truppen des Habsburger Kaiser Joseph I. unter Generalwachtmeister Georg Friedrich von Kriechbaum statt. Sie fand im Rahmen der Erhebung der bayerischen Bevölkerung gegen die kaiserliche Besatzung während des spanischen Erbfolgekriegs statt.

## Vorgeschichte
In der Frühphase des Spanischen Erbfolgekrieges unterlagen 1704 die französischen und bayerischen Truppen in der Schlacht von Höchstädt den Alliierten. Für Frankreich bedeutete die Schlacht einen Einschnitt, für den kleineren Partner Bayern das militärische Aus. Der Kurfürst Max Emanuel wurde mit der Reichsacht belegt und begab sich unter französischer Protektion nach Brüssel, wo er bereits in den 1690er Jahren als Statthalter der Spanischen Niederlande residiert hatte. Die Regentschaft der Wittelsbacher ging vorübergehend in die Hände der bayerischen Kurfürstin Therese Kunigunde.
Im Frühjahr 1705 verstarb Kaiser Leopold I. Sein Sohn und Nachfolger Joseph I. ließ das bayerische Oberland und die Residenzstadt München besetzen und außerdem die Steuern drastisch erhöhen. Im Herbst 1705 wurde eine Zwangsaushebung im ganzen Kurfürstentum angeordnet. Als Konsequenz kam es zu ersten Aufständen und Gewalttätigkeiten der von der Zwangsaushebung betroffenen Männer in der Oberpfalz, in Niederbayern und in der Gegend um Tölz, die bereits die Losung für die folgenden Revolten prägten: „Liaba bairisch steam [sterben], als kaiserlich verdeam [verderben]“. Burghausen wurde belagert und ergab sich am 16. Dezember 1705 den Aufständischen, genauso wie kurz darauf Braunau. Diese beiden Städte wurden damit zu den militärischen und politischen Zentren der Aufstandsbewegung. Das ganze Gebiet zwischen Donau und Inn wurde erobert und der Aufstand griff auf den Bayerischen Wald sowie Kelheim an der Donau über. In Braunau entstand auch das erste demokratische Gebilde des neuzeitlichen Europa, die sogenannte „Gmein der Bürger und Bauern“ bzw. das „Braunauer Parlament“. Mit der Niederschlagung des Aufstandes der Oberländer in der Sendlinger Mordweihnacht machten sich die kaiserlichen Truppen daran, den Aufstand endgültig niederzuwerfen. Am 1. Januar 1706 begann Generalwachtmeister von Kriechbaum über Neumarkt und Eggenfelden den Vorstoß in Richtung Vilshofen.

## Verlauf der Schlacht
Am 8. Januar 1706 trafen die kaiserlichen Truppen bei Aidenbach auf ein 3.000 bis 7.000 Mann starkes Bauernheer, dem letzten Aufgebot der bayerischen Landesdefension. Es entstand ein schreckliches Gemetzel, bei dem mehr als 2000 Männer den Tod fanden. Die Niederlage von Aidenbach bedeutete das Ende des aufständischen Heeres.
Die kaiserlichen Truppen siegten nach eigenen Angaben ohne größere eigene Verluste, nachdem die unorganisierten Aufständischen auf dem Schlachtfeld schnell die Flucht ergriffen hatten. Die kaiserlichen Truppen töteten einen Teil der Aufständischen, als diese sich bereits ergeben und die Waffen niedergelegt hatten.  In Begründte Relation. Ueber die bey dem Markth Aidenbach Freytag den 8. Jänner 1706 vorgegangenen Niederlag der rebellischen Unterthanen in Bayern schildert Kriechbaum aus seiner Sicht die Schlacht. Seine eigenen Verluste gibt Kriechbaum nur mit „nicht 8 Todte und Blessirte Mann und noch weniger Pferd“ an. Georg Sebastian Plinganser beziffert in seiner Rechtfertigungsschrift an den bayrischen Kurfürsten Max Emanuel die Zahl der bayerischen Toten auf nur 2.000 und schätzte die Verluste des Feindes auf 300 Mann.
Johann Hoffmann, der Führer der Landesdefension in der Schlacht von Aidenbach, konnte flüchten, wurde aber später ergriffen und 1706/7 in Braunau am Inn enthauptet.

## Auswirkungen
Die Schlacht führte zum endgültigen Zusammenbruch des Aufstands gegen Österreich. Am 13. Januar wurde Schärding, am 16. Cham, am 17. Braunau den Kaiserlichen übergeben. Am 18. Januar 1706 kapitulierte schließlich mit Burghausen die letzte Stadt, die sich noch in der Hand der bayerischen Landesdefension befand.

## Sonstiges
Als Erinnerung an die Schlacht wird alle zwei Jahre von den Bewohnern des Dorfes ein Laienstück mit der Schlacht aufgeführt.